# Chauvet-Höhle

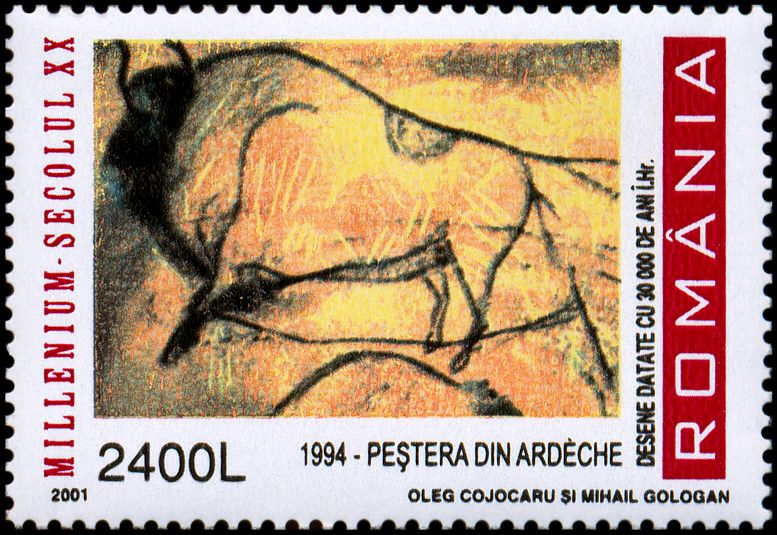
Rumänische Briefmarke (2001): Steppenwisente aus der Chauvet-Höhle

Die Chauvet-Höhle (französisch Grotte Chauvet – nach ihrem Entdecker, dem Hobby-Archäologen Jean-Marie Chauvet benannt) befindet sich nahe der Kleinstadt Vallon-Pont-d’Arc (wo sich auch die Grotte d'Ebbou befindet) in Frankreich im Flusstal der Ardèche. Die 1994 entdeckte Höhle gehört zu den weltweit bedeutendsten archäologischen Fundplätzen mit Höhlenmalereien und Ritzzeichnungen. Bisher wurden über 400 Wandbilder mit rund 1000 gemalten und gravierten Tier- und Symboldarstellungen erfasst.
Zu den Holzkohlen, die für die Zeichnungen verwendet wurden, liegen aus den Jahren 1995–1996 uneinheitliche Datierungen mit einem Durchschnittsalter von mehr als 30.000 Jahren vor, was der archäologischen Kultur des Aurignacien entsprechen würde. In einer Publikation aus dem Jahre 2012 wurden systematische methodische Fehler der Radiocarbondaten des französischen Labors erklärt, wodurch die Kunstwerke bei Fehlerkorrektur in das einige Jahrtausende jüngere Gravettien zu datieren wären. Nach neuesten Radiokarbondatierungen gab es zwei Perioden der menschlichen Nutzung, eine ältere von 37.000–33.500 BP (Aurignacien?), eine jüngere von 31.000–28.000 BP (Gravettien).
Im Juni 2014 wurde die Chauvet-Höhle in das Weltkulturerbe der UNESCO aufgenommen.

## Lage und Geologie

### Lage
Die Chauvet-Höhle befindet sich etwa drei Kilometer entfernt von der Kleinstadt  Vallon-Pont-d’Arc in Richtung Saint-Martin-d’Ardèche im Département Ardèche im Süden Frankreichs. Sie liegt am Südhang einer trockenen ehemaligen Schleife des Flusses Ardèche, des Cirque d’Estre. Dieser Durchbruch entstand, als die Ardèche im Altpleistozän an der engsten Stelle der Flussschleife die natürliche Barriere des Kalksteins durchbrach, den Pont d’Arc schuf und den Cirque d’Estre trocken legte.

### Entstehung
Vorher, im unteren Pliozän, war die Chauvet-Höhle als unterirdische Abkürzung durch den Karst vom nördlichen Paleoflusslauf der Ardèche (heute der letzte Abschnitt des Flusses Ibie) zum Cirque d'Estre entstanden. Die heutige Höhle bildete dabei die Quellmündung. Als die Ardèche aufgrund wechselnden Meeresspiegels im Zug der Messinischen Salinitätskrise wieder eine andere Höhenlage einnahm, wurden weite Teile der Chauvet-Höhle durch Calciteinlagerungen verschlossen.

### Ausdehnung
Die Höhle ist von bisher in der Ardèche ungekannten Ausmaßen. Der heutige Zugang ist zunächst ein sehr schmaler horizontaler Tunnel, an dessen Ende sich ein senkrechter Abstieg von gut zehn Metern befindet. Die eigentliche Höhle kann in einer Länge von mehr als 500 Metern weitgehend mühelos begangen werden. Der Höhlenboden sinkt von vorne nach hinten nur etwa 24 Meter ab. Die horizontale Ausdehnung erstreckt sich auf einer Fläche von rund 240 × 100 Meter, sie umfasst vier große Säle von 12–17 Meter Höhe, der größte Saal misst fast 40 × 60 Meter. Die derzeit kartographierte Gesamtfläche der Höhle umfasst rund 8140 Quadratmeter.

## Entdeckung
Die Höhle wurde am 18. Dezember 1994 von den Speläologen Jean-Marie Chauvet, Éliette Brunel Deschamps und Christian Hillaire entdeckt. Sie ist für die Öffentlichkeit nicht zugänglich, da eine Veränderung der Luftfeuchtigkeit zu Pilzbefall und damit zur Gefährdung der Malereien führen könnte. Diese Erfahrung wurde schon Mitte der 1960er Jahre in der Höhle von Lascaux und Ende der 1970er Jahre in der Höhle von Altamira gemacht, deren Zugänge seitdem ebenfalls stark reglementiert sind. Selbst die autorisierten Forscher dürfen nur in Abständen von wenigen Stunden dort arbeiten, nämlich im Frühjahr für vier Wochen und im Herbst für zwei Wochen.

## Alter der Nutzung
Die Entdecker der Chauvet-Höhle publizierten zunächst, dass sie die älteste Höhlenmalereien der Welt vorgefunden hätten. Mittlerweile gelten jedoch die Malereien der spanischen El-Castillo-Höhle und den Karsthöhlen im Regierungsbezirk Maros auf Sulawesi als noch älter.
Eine moderne Fälschung ist auf Grund der Versinterung der Farbaufträge und des unveränderten Bodens auszuschließen. Die Datierung von Höhlenmalereien ist allerdings problembehaftet, da viele Pigmente nicht datierbar sind. Kritiker weisen darauf hin, dass die Radiokarbonmethode der zum Malen verwendeten Holzkohlen nicht automatisch die Bilder datiert und die Holzkohlen theoretisch weit älter sein können, also nur den Terminus post quem für die Malereien darstellen. Daher könnten Holzkohlen bereits von Höhlenfeuern im Aurignacien stammen, aber erst im Gravettien zur Ausmalung genutzt worden sein. Wegen des Living floors (dem unveränderten Zustand des Höhlenbodens seit der letzten Begehung im Gravettien) gilt jedoch als sicher, dass es seit mindestens 20.000 Jahren keine (weitere) Ausmalung der Wände gegeben hat.
Die Malereien wurden aufgrund stilistischer Merkmale teilweise jedoch jünger eingestuft als mittels physikalischer Datierungsmethoden. Eine umfassende Bewertung aller datierten Artefakte und Fossilien (von über 350 Probenahmen) liegt seit 2016 vor, die mit einer der drei folgenden Isotopen-Datierungsmethoden gewonnen wurden: Radiokarbonmethode, Uran-Thorium-Datierung und 36Cl-Datierung.

## Malereien

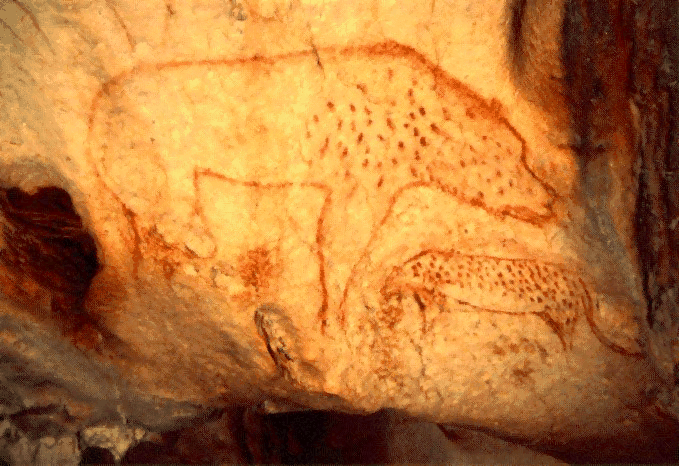
Darstellungen einer Höhlenhyäne und eines Leoparden
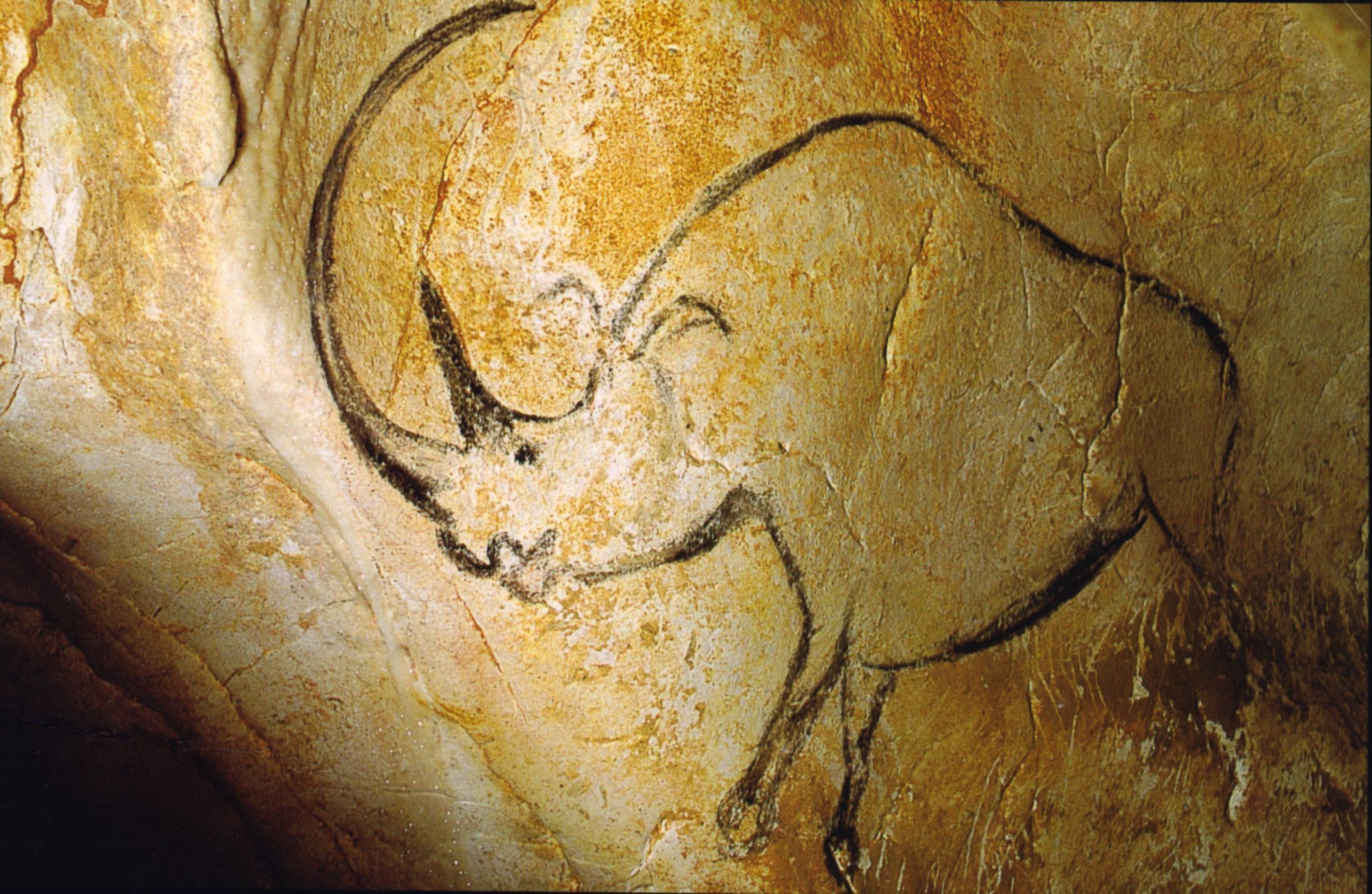
Wollnashorn mit zwei Hörnern
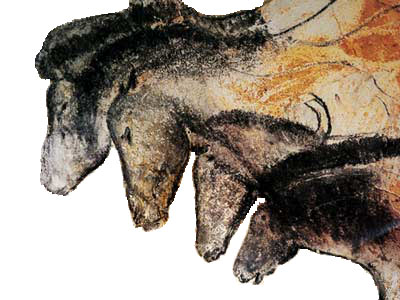
Nachbildung von Pferdeköpfen aus einer Bildwand
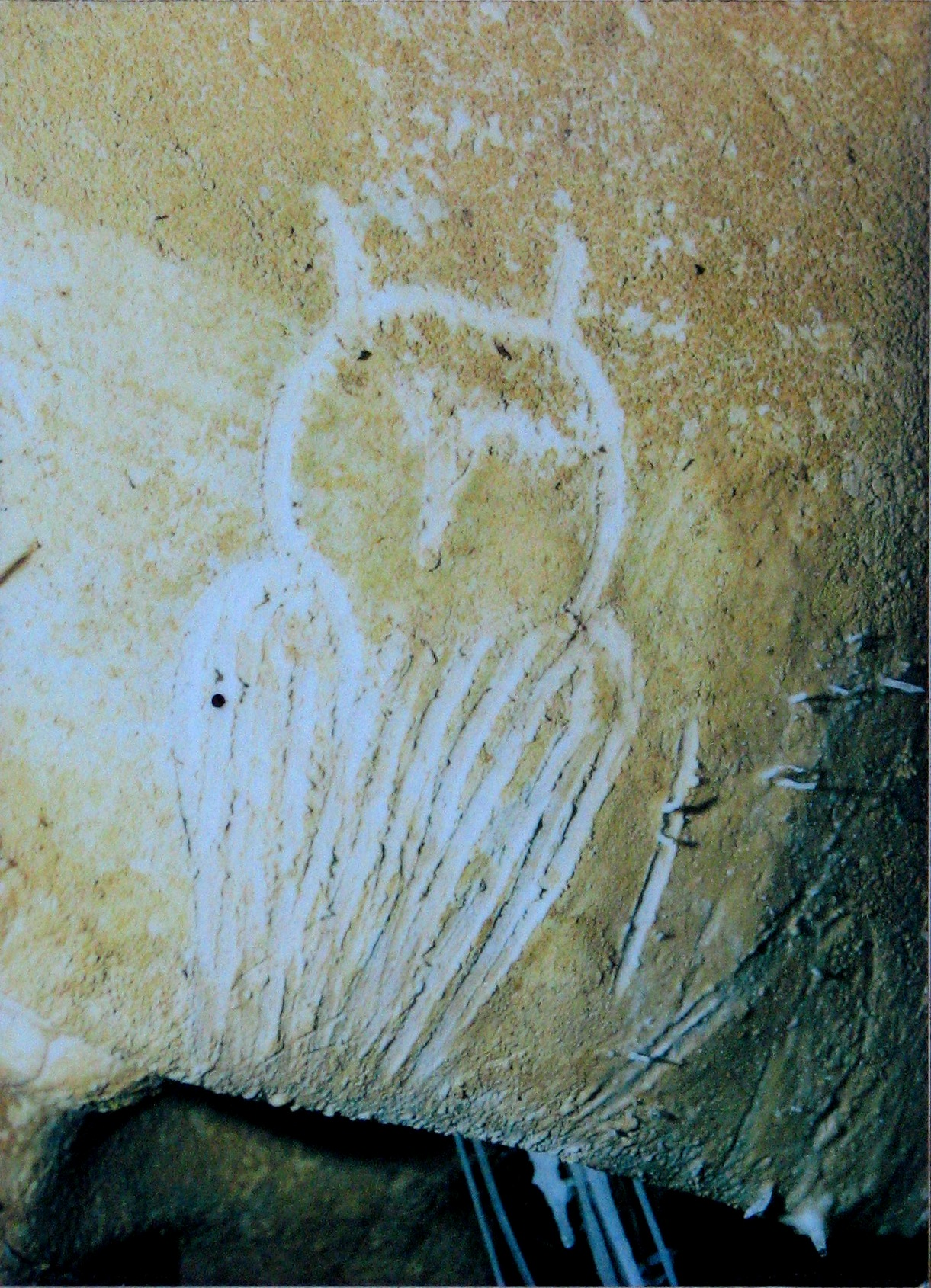
Nachbildung der Gravur eines Uhus von hinten mit nach hinten blickendem Kopf, anthropologisches Museum Brünn
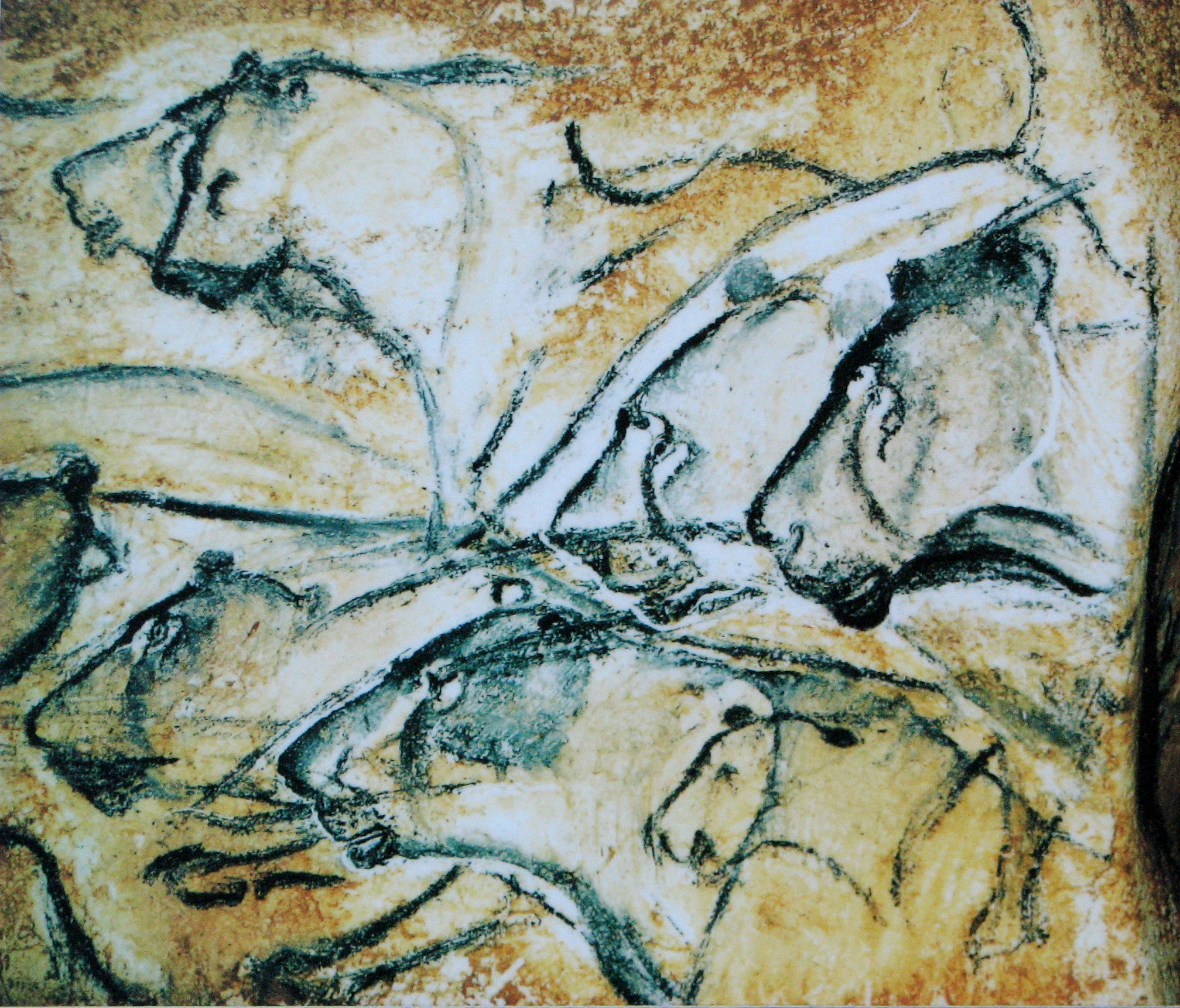
Nachbildung gemalter Höhlenlöwen im Museum Brünn
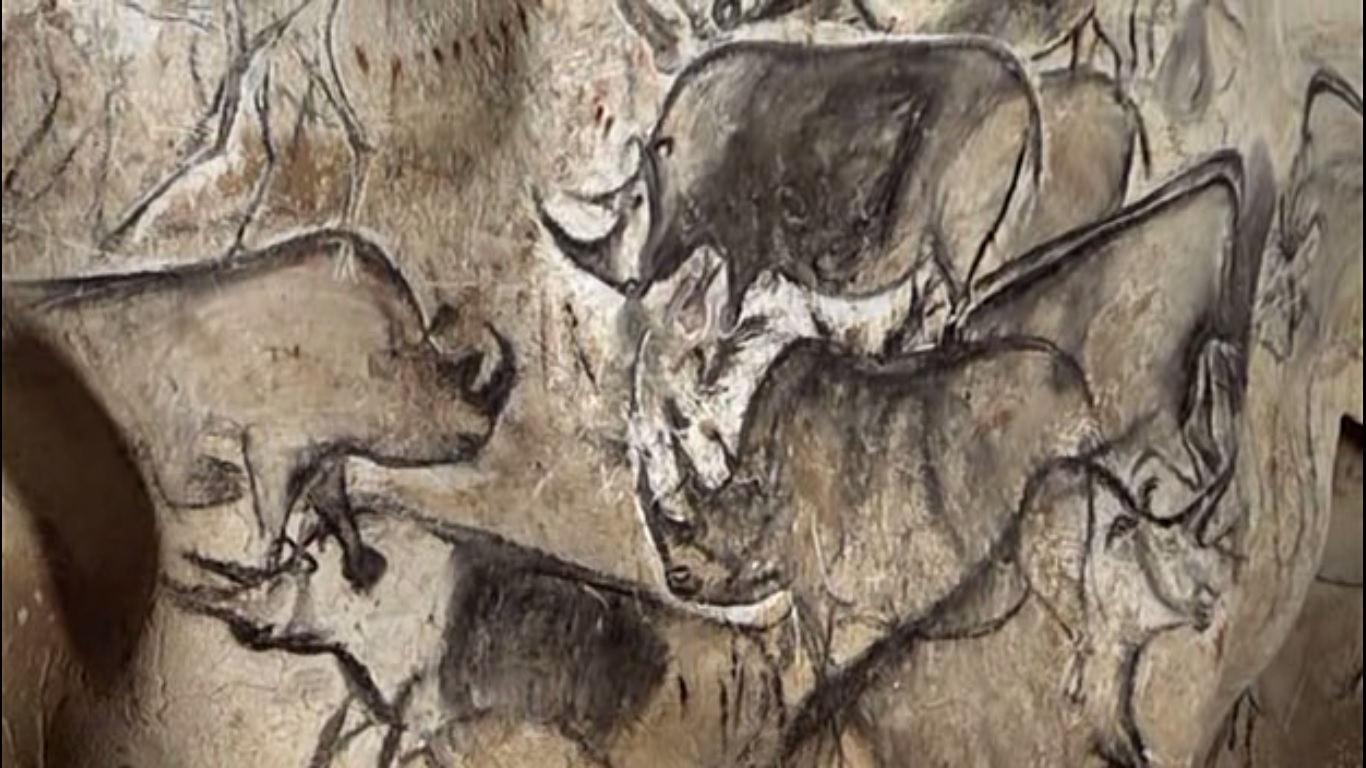
Wollnashörner
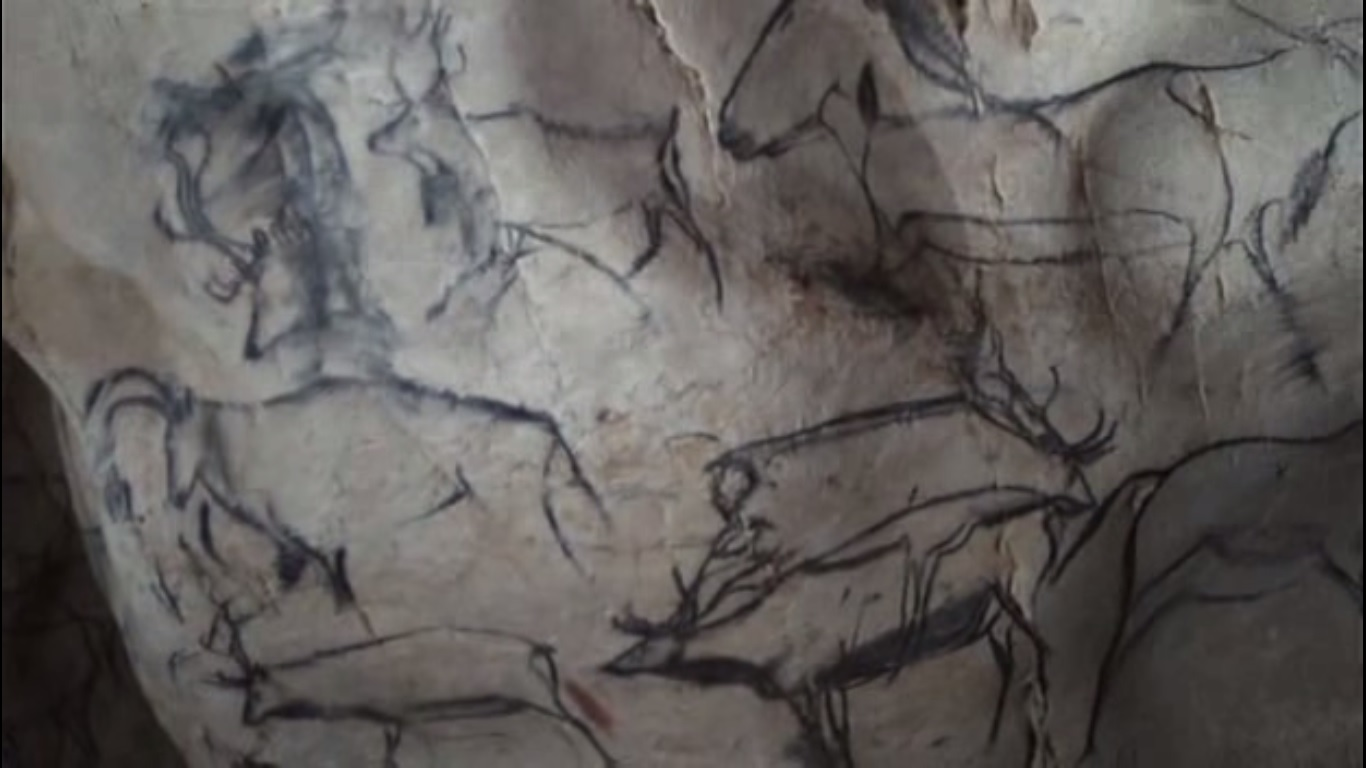
Hirsche

### Erhaltungszustand

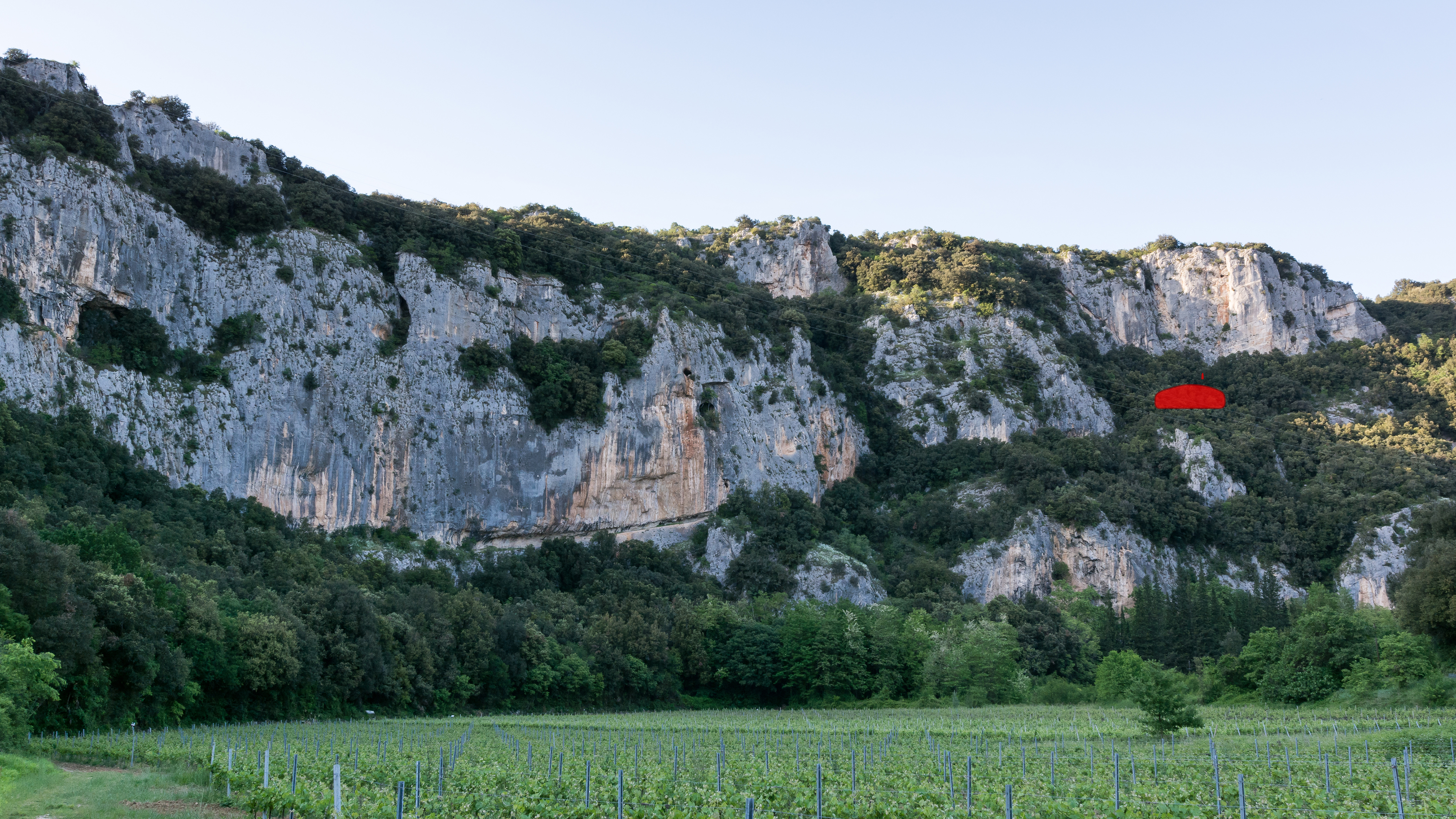
Lage des verschütteten Höhlenportals und des heutigen, wesentlich kleineren Zugangs. Er befindet sich ca. 10 m über dem Höhlenbodenniveau.
Der trichterförmige Ausbruch im Abrahams-Felsen darüber entstand bei dem Felssturz, durch den vor 21.500 Jahren das Höhlenportal verschüttet wurde.

Da der ursprüngliche Höhleneingang noch während der Würm-Eiszeit (vor etwa 21.500 Jahren) durch eine herabfallende Felswand schlagartig für die Einflüsse der Außenwelt verschlossen wurde, ist der einzigartige, sehr lebendig wirkende Bilderschatz der Chauvethöhle in einem sehr guten Zustand erhalten. Er beinhaltet Meisterwerke paläolithischer Höhlenkunst.

### Darstellungen
Bemerkenswert sind die einzigartige Schönheit und Harmonie der Malereien in der Chauvet-Höhle. Erstaunlich sind der routinierte Umgang mit den zur Verfügung stehenden Malfarben (zunächst Holzkohle, aber auch roter und hellerer Ocker), die verwendeten Stilmittel (bis zur Darstellung von Bewegung), und die Komposition von teilweise ausgedehnten Bildwänden. Immer wieder wurde das Relief der Felswand genutzt, um Abbildungen wirkungsvoll zu präsentieren. Die verwendeten Farben wurden vor Ort aus Holzkohle, Naturocker und Lehm etc. hergestellt.

#### Tiere
Die dargestellten Tiere sind von einer bemerkenswerten Vielfalt. In Bildwänden von bis zu 12 Metern Breite erscheinen Tiere, die sich in der freien Wildbahn bekämpfen würden, in friedlichem Miteinander. Die Entdecker haben bereits über vierhundert Tierdarstellungen erfasst. Folgende eiszeitlichen Tierarten sind in der Chauvet-Höhle zu finden: Wollnashörner, Höhlenlöwen, Mammuts, Wildpferde, Höhlenbären, Höhlenhyänen, Rentiere, Bisons, Wisente, Auerochsen, Steinböcke, Riesenhirsche, Hirsche, Panther und eine Schneeeule.
Die Darstellungen sind bis in winzige Details und Bewegungsabläufe detailgetreu. Erstaunlich ist die häufige Abbildung von bisher eher selten in Höhlenmalereien vorgefundenen Tierarten, wie Wollnashörnern, Feliden und Höhlenbären.
Immer wieder fallen Darstellungen auf, in denen die Verdoppelung der Körperumrisse entweder Bewegungsabläufe signalisieren oder Tierpaare.
Entgegen früheren Hypothesen wurden keineswegs nur die gängigen Jagdbeutetiere zur Darstellung gebracht (etwa, um sie dann besser erlegen zu können). Es handelt sich auch um Tiere, die dem Menschen in der Natur gefährlich werden oder Angst einflößen können. Keines dieser Tiere aber wirkt auf die Betrachtenden feindselig, böse oder aggressiv. Im Gegenteil fällt auf, dass speziell die Zuneigung unter Tierpaaren, auch Nicht-Artgenossen, thematisiert wurde.

#### Zeichen
Wie in anderen umliegenden Höhlen sind auch in der Chauvet-Höhle viele stilisierte Darstellungen und Zeichen zu finden. Besondere Beachtung verdienen dargestellte Mischwesen und Sexualsymbole (mehrfach erscheint das Schamdreieck, einmal mit einem Phallus), und die Präsentation eines Paares, das einen gemeinsamen menschlichen Unterleib aufweist, darüber ist die weibliche Partnerin eine Löwin und der Mann ein Bison. Die Bedeutung der wie in der Cosquer-Höhle vorfindlichen Handnegative und -positive ist noch ungeklärt.

### Zweck der Malereien
Über mindestens 6000 Jahre hinweg wurden in der Höhle nicht nur immer weitere Abbildungen und Malereien hinzugefügt. Die bisherigen Forschungsergebnisse deuten darauf hin, dass die Malereien im Rahmen von Kulthandlungen und Initiationsriten von Bedeutung waren.

## Tierische Reste
Auch paläontologisch ist die Chauvethöhle von außerordentlichem Interesse. Die in großer Zahl vorhandenen Knochenreste und -schädel stammen großenteils von Höhlenbären, von denen im Höhlenlehm nicht nur eine Fußspur (ein Pfotenabdruck von 15 × 17 Zentimeter, ohne die Krallen), sondern auch Mulden der Winterruheplätze erhalten sind. Dagegen gibt es kaum Knochen von Mammuts, während etliche Felszeichnungen diese Tiere abbilden.

## Menschliche Fußspuren
Im Innern der Höhle gibt es eine Vielzahl von im feuchten Lehm erhalten gebliebenen Fußspuren. Gegenwärtig wird daran geforscht, ob hier bereits Hundespuren identifiziert werden können.
Über mehr als 70 Meter kann man die Fußspur eines etwa achtjährigen, wahrscheinlich männlichen Heranwachsenden verfolgen. Das Kind schlug seine Brandfackel in regelmäßigen Abständen an die Höhlenwand, um die Helligkeit zu steigern. Die C14-Prüfung der Kohlereste ergab ein Alter von 26.000 Jahren. Es wurde vermutet, dass es sich bei dem Jungen um einen Neandertaler handelte, der die Höhle und ihre Umgebung als Refugialraum nutzte.
Die Höhle scheint im Winterhalbjahr von Höhlenbären genutzt worden zu sein. Die Menschen haben sich immer nur ganz kurze Zeit in der Höhle aufgehalten. Spuren längerer Aufenthalte konnten nicht nachgewiesen werden.

## Erforschung und Konservierung

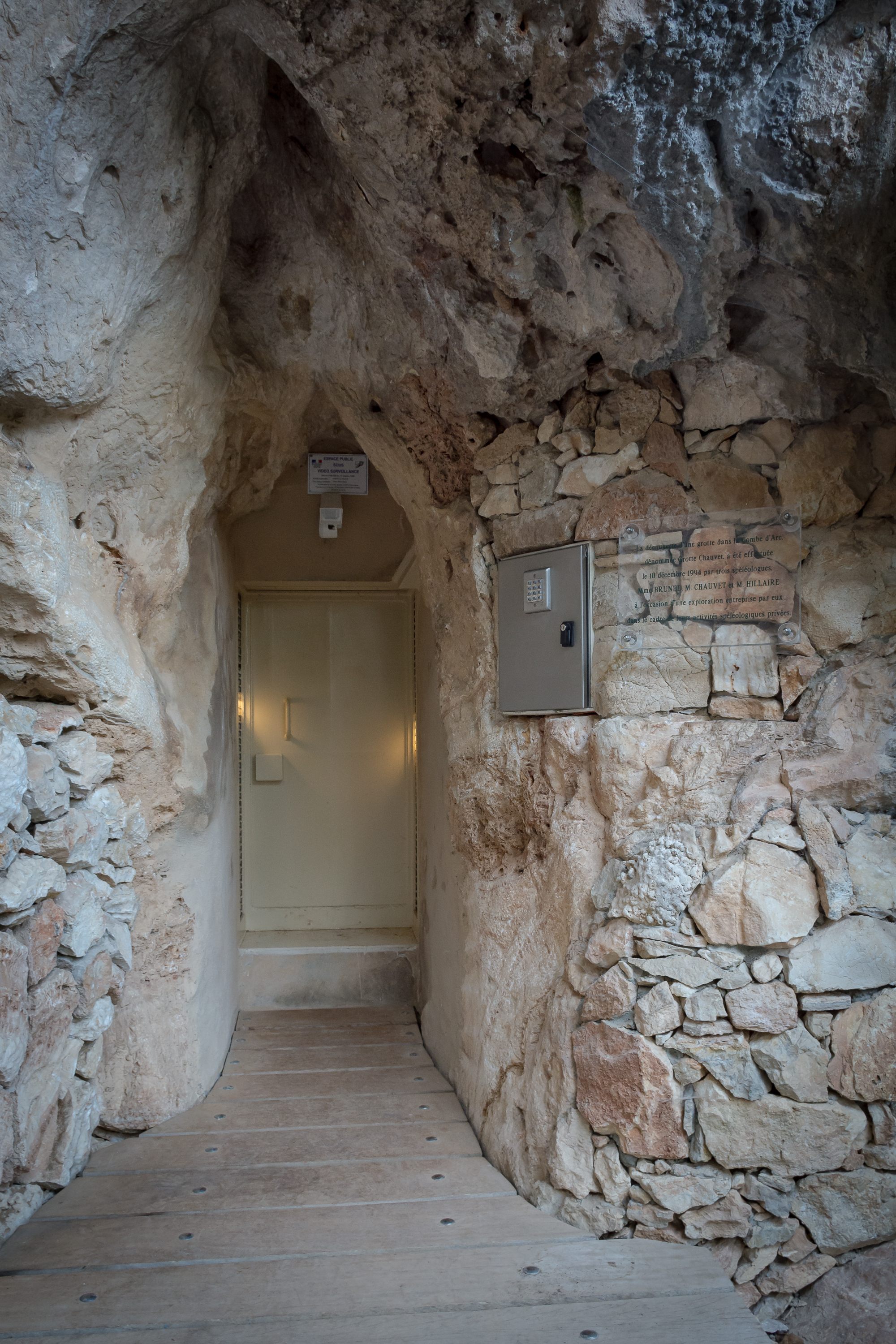
Mehrfach gesicherter und videoüberwachter Eingang der Chauvet-Höhle

Der hervorragende Erhaltungszustand der Kunstwerke und des Höhlenbodens verwehrt es zumindest für die nächsten Jahrzehnte, die Höhle für allgemeine Besuche zu öffnen. Derzeit ist eine Gruppe von gut 20 Wissenschaftlern verschiedener Disziplinen an der Arbeit, um der Höhle einige ihrer Geheimnisse zu entlocken. Die Arbeit vor Ort ist dabei sehr genau reglementiert und wird mittels Klimasensoren überwacht, um das vorhandene Höhlenklima nicht in Gefahr zu bringen.

## Streit um die Bilderrechte
Nach der Entdeckung der Höhle hielten die Entdecker sämtliche Bilder fotografisch fest, in der Hoffnung diese kommerziell verwenden zu können. Sehr schnell meldete sich der Staat und erkannte den Entdeckern jegliche Rechte ab. Daraus entstand ein langjähriger Rechtsstreit, der im Februar 2000 mit einem Vergleich endete. Darin erkannte der französische Staat die Entdeckung als privates, zufälliges Ereignis an und Chauvet, Brunel Deschamps und Hillaire wurden die damit verbundenen Rechte zugesprochen.

## Ausstellung

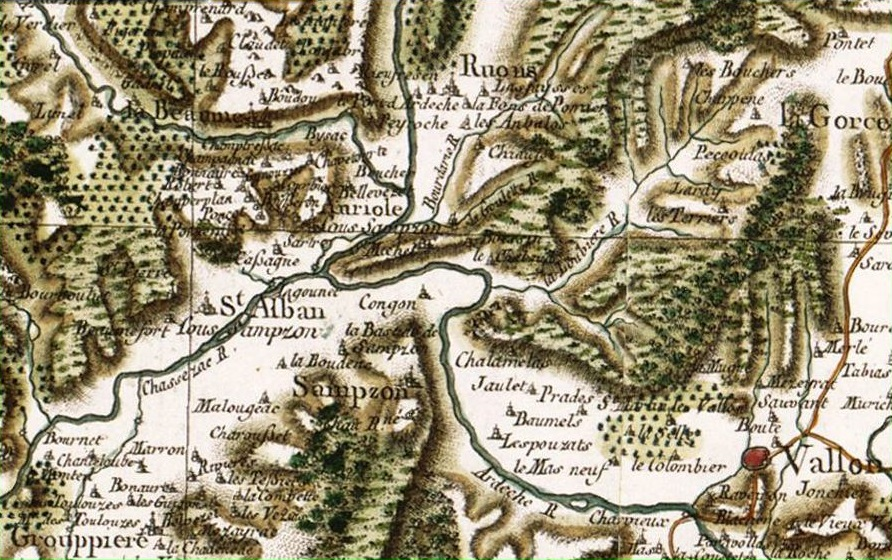
Eine alte Karte (Carte de Cassini) des Ardèche-Tals (Vallon-Pont-d’Arc unten rechts)

Das Nationale Museum für Naturgeschichte in Paris hatte es sich unmittelbar nach der Entdeckung der Chauvet-Höhle zur Aufgabe gemacht, diese außerordentlichen Kunstwerke für ein interessiertes Publikum zugänglich zu machen: Zusammen mit verschiedenen Partnern, vor allem den drei Entdeckern der Höhle und den Gemeindeverantwortlichen von Vallon Pont d‘Arc, wurde in dieser Stadt eine Ausstellung geschaffen: Sie ist seit dem 3. Juni 1995 ganzjährig geöffnet.

## Besucherzentrum
Am 25. April 2015 eröffneten ein zur Schonung des Originals drei Kilometer entfernter, mit höchstem Aufwand für 55 Millionen Euro errichteter Nachbau der Höhle und ein Besucherzentrum.

## Film
Der Regisseur Werner Herzog drehte 2010 den 3-D-Dokumentarfilm Cave of Forgotten Dreams über die Höhle. Der Film hatte auf dem Toronto International Filmfestival 2010 Premiere. In England und den USA war der Film ab März 2011 in den Kinos zu sehen. In Deutschland wurde die Dokumentation unter dem Titel Die Höhle der vergessenen Träume ab November 2011 gezeigt. Die deutsche Fassung wurde von TV+Synchron Berlin produziert.
Die Zeichnungen der Höhle waren auch Inspiration für den 2018 entstandenen und durch Les Films Du Nord produzierten, französischen Animations-Kurzfilm Spuren von Sophie Tavert und Hugo Frassetto.
2024: Auf den Spuren prähistorischer Künstler - Die Chauvet-Höhle (Frankreich, Arte, Regie: Alexis De Favitski)